# Bida (Nigèria)

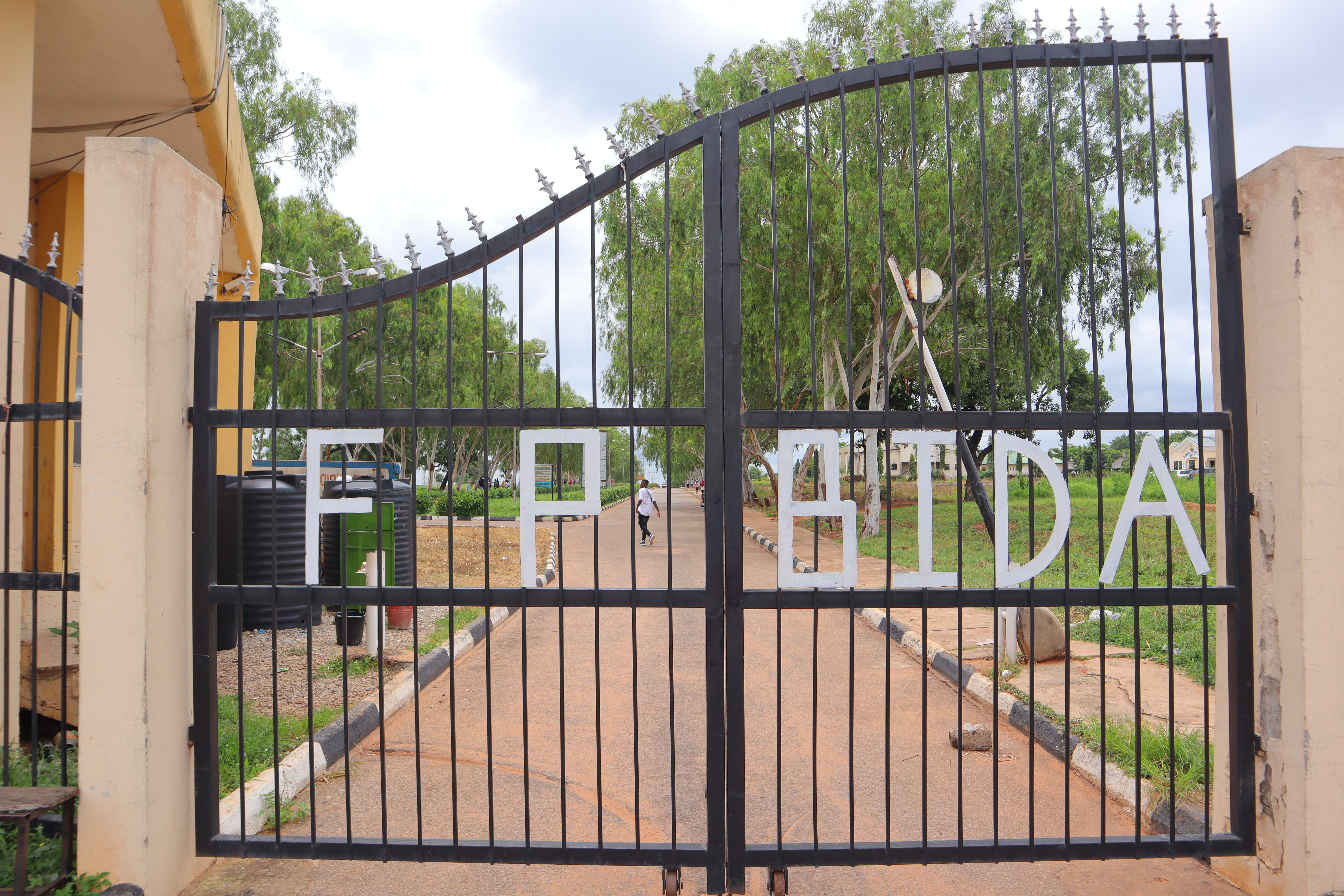
Porta situada a Bida.

Bida és una ciutat de Nigèria capçalera de la Local Government Area (LGA) del mateix nom, a l'estat de Níger. La LGA té una àrea de 51 km² i una població de 188.181 habitants (2006). És la segona ciutat de l'estat i el 2007 s'estimava que ja tenia 178.840 habitants; està situada al sud-oest de Minna, la capital de l'estat. És un lloc sec i àrid. La població és majoritàriament nupe.
És la capital del Regne o Emirat de Nupe dirigit per Etsu Yahaya Abubakar, format per diversos districtes (Katcha, Lapai, Mokwa, Enagi, Baddeggi, Agaie, Pategi, Lemu, Kutigi i altres). El cap de la ciutat és anomenat Etsu Nupe.